# Campionati canadesi di ski cross 2015
I Campionati canadesi di ski cross 2015 si sono svolti a Baia di Hudson il 19 marzo. Il programma ha incluso sia la gara femminile che la gara maschile. 
Trattandosi di competizioni valide anche ai fini del punteggio FIS, vi hanno partecipato anche sciatori di altre federazioni, senza che questo consentisse loro di concorrere al titolo nazionale canadese.

## Risultati

### Uomini
| Pos. | Atleta                | Nazione |
| ---- | --------------------- | ------- |
| 1    | Christopher Del Bosco | Canada  |
| 2    | Brady Leman           | Canada  |
| 3    | Kristofor Mahler      | Canada  |
| 4    | Kevin Macdonald       | Canada  |

### Donne
| Pos. | Atleta        | Nazione |
| ---- | ------------- | ------- |
| 1    | India Sherret | Canada  |
| 2    | Abby McEwen   | Canada  |
| 3    | Zoe Chore     | Canada  |
| 4    | Tiana Gairns  | Canada  |